# Kanti Rajya Lakshmi Devi
Kanti Rajya Lakshmi Devi, född 1906, död 1973, var en drottning av Nepal 1919-1950. Hon gifte sig 1919 med kung Tribhuvan av Nepal (r. 1911-1950). Hon var mor till kung Mahendra av Nepal. 